# Bocage normand
Cet article possède un paronyme, voir Bocage (homonymie).
 (août 2017).
Améliorez-le ou discutez des points à vérifier. 
 (août 2017).
Si vous disposez d'ouvrages ou d'articles de référence ou si vous connaissez des sites web de qualité traitant du thème abordé ici, merci de compléter l'article en donnant les références utiles à sa vérifiabilité et en les liant à la section « Notes et références ».

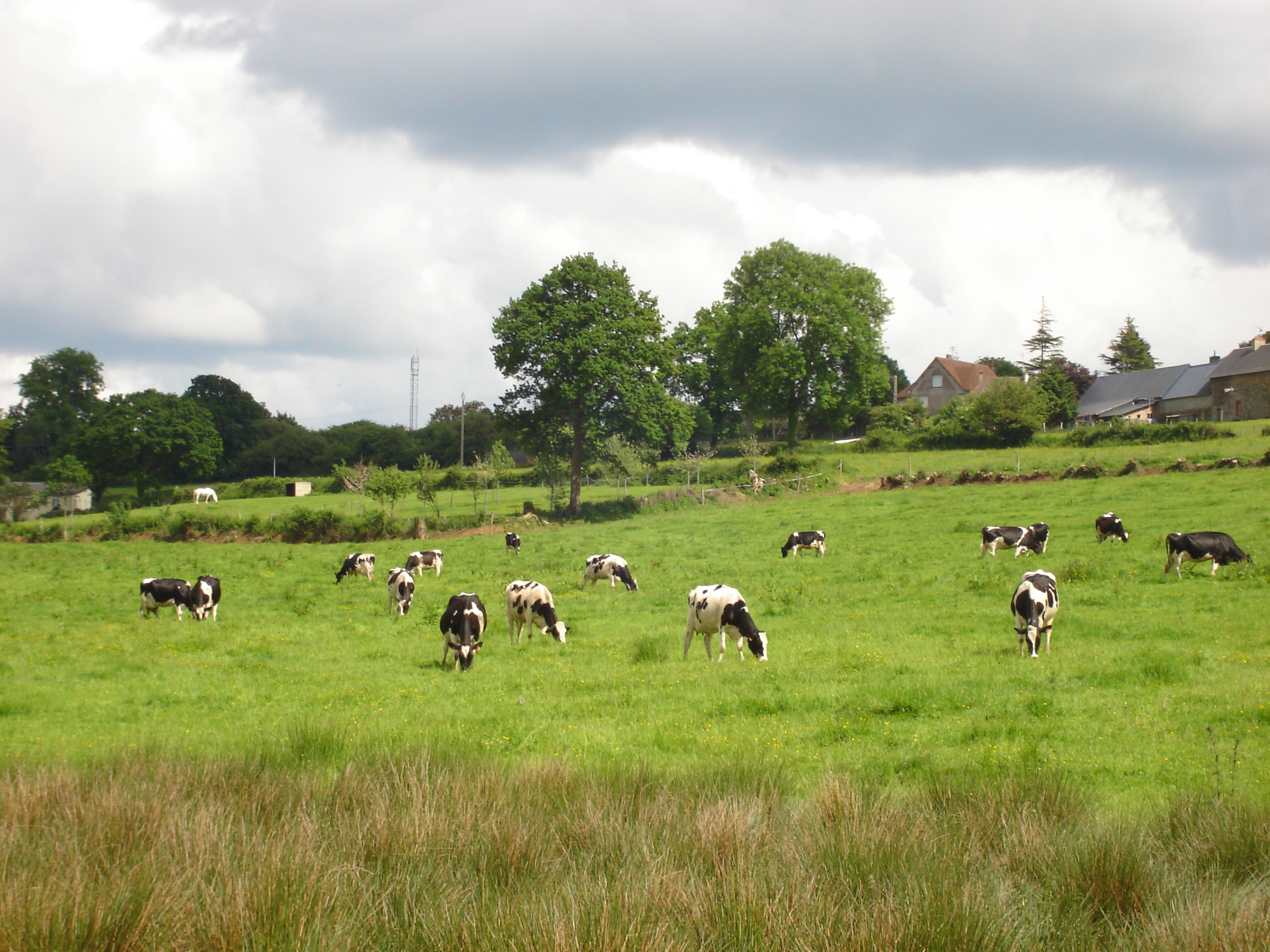
Vaches Prim'Holstein à la pâture, paysage typique du bocage normand (Montpinchon).

Le Bocage normand est un vaste ensemble bocager s'étendant sur tout le flanc ouest de la Basse-Normandie.

## Géographie
Bien que la majorité de la superficie bas-normande soit bocagère (pays d'Auge, pays d'Ouche, Perche), le nom propre « Bocage » ou « Bocage normand » couvre la partie à l'ouest  entre Caen et Alençon.
Plus précisément, il s'agit de la moitié sud de la Manche, du Bocage virois et du Bocage ornais.
Armand Frémont resserre un peu cette région qu'il nomme « bocages profonds », couvrant les Bocages virois et ornais, l'Avranchin et le Mortainais.
Fleuves et rivières
Le Bocage normand est parcouru par  de nombreux fleuves et rivières : la Vire, la Sienne, le Couesnon, la Sée, la Sélune…

### Régions naturelles
Le bocage normand est un vaste ensemble géographique regroupant plusieurs régions naturelles. Ces régions naturelles peuvent être elles-mêmes subdivisées entre plusieurs petites régions :
- le Coutançais et le Pays Saint-Lois ;
- le Bessin ;
- le Pré-Bocage ;
- l'Avranchin et le Mortainais ;
- le Bocage ornais (pays d'Houlme, pays d'Andaine, Domfrontais, bocage flérien) ;
- le Bocage virois ;
- la Suisse normande.

### Urbanisation
- Un maillage de villes moyennes :

Cherbourg, Coutances, Valognes, Saint-Lô, Granville, Bayeux, Vire, Villedieu-les-Poêles, Avranches, Flers, La Ferté-Macé, Villers-Bocage, Aunay-sur-Odon, etc.
- Une quantité de petits bourgs ruraux assurent la vie dans ce milieu, par exemple Les Pieux, Périers, Cahagnes, Noyers-Bocage, Le Bény-Bocage, Lessay…

- Des villes reconstruites au début des années 1950 :

Mortain, Sourdeval, Aunay-sur-Odon et Villers-Bocage.

### Patrimoine naturel
- Deux parcs naturels régionaux contribuent à la valorisation du paysage naturel :
  - Parc naturel régional des Marais du Cotentin et du Bessin
  - Parc naturel régional Normandie-Maine

- Cascades de Mortain, plus grandes cascades du Massif armoricain[3]
- Cascades du Pont aux Retours à Maisoncelles-la-Jourdan/Roullours
- La tourbière du Pré-Maudit de Gathemo
- Le dolmen de la Pierre Dialan
- Forêt d'Andaine
- Suisse normande

### Patrimoine culturel
- Architecture
  - Le Mont-Saint-Michel
  - Cathédrale Notre-Dame de Coutances
  - Cathédrale Saint-André d'Avranches
  - Château de Flers
  - Abbaye Blanche de Mortain
  - Collégiale Saint-Évroult et sa salle du trésor à Mortain
  - Château médiéval de Domfront
  - Château de Carrouges
  - Abbaye Notre-Dame de Saint-Sever-Calvados
  - Donjon de Vire

- Musées, parcs d'attractions
  - Zoo de Jurques
  - Zoo de Champrepus
  - Musées dédiés à la mémoire du débarquement de Normandie, plages du Débarquement, site historique de la bataille de Normandie (Sainte-Mère-Église, contre-attaque de Mortain, opération Bluecoat…)
  - Village enchanté de Bellefontaine

- Thermalisme
  - Bagnoles-de-l'Orne

- Plus beaux villages de France et Concours des villes et villages fleuris
  - Bagnoles-de-l'Orne
  - Bayeux
  - Coutances
  - Domfront
  - Granville
  - Le Mont-Saint-Michel
  - Saint-Fraimbault
  - Valognes

- Chemins de fer touristiques
  - Chemin de fer du Cotentin (voie verte)
  - Chemin de fer de la Suisse Normande

- Gastronomie, gastronomie traditionnelle normande

- - Demoiselles de Cherbourg, Huîtres, Moules…
  - Agneau de pré-salé, Andouille de Vire, Tripes en brochette de la Ferté-Macé, Tripes à la crème de Coutances, Jambon du Cotentin…
  - Coutances (fromage), Trappe de Bricquebec, Le Pavé du Plessis, Beurre d’Isigny (A.O.C.), Beurre de Sainte-Mère-Église, Beurre de Valognes, Crème de Normandie (crème fraîche), dont la Crème d’Isigny
  - Carotte de Créances, poireau de Créances, poireau monstrueux de Carentan, Poire du Domfrontais
  - Confiture de lait, miel, pain de Cherbourg, pain garrot du Cotentin, gâteau fouetté de Saint-Lô, caramels d'Isigny…
  - Poiré du Domfrontais, Calvados du Domfrontais (A.O.C.) Cidre du Bocage

Voir aussi : La Maison de la Pomme et de la Poire, à Barenton (voir ici)

## Histoire
Au XXe siècle, l'épisode le plus important de l'histoire du Bocage normand est sans aucun doute la bataille de Normandie (juin 1944 à août 1944).

## Économie et transports
- Économie dirigée vers le tourisme (tourisme vert, thermal, balnéaire, culturel), l'industrie (plusieurs pôles industriels), le nucléaire centrale nucléaire de Flamanville et la Marine (Port militaire de Cherbourg, ports de pêche…)

- Infrastructures routières et autoroutières
  - A84
  - N13
  - N174

- Infrastructure ferroviaire
  - Ligne Paris-Caen-Cherbourg
  - Ligne Paris-Granville
  - Ligne Caen-Rennes

## Faune et flore

### Espèces animales locales
- Âne du Cotentin

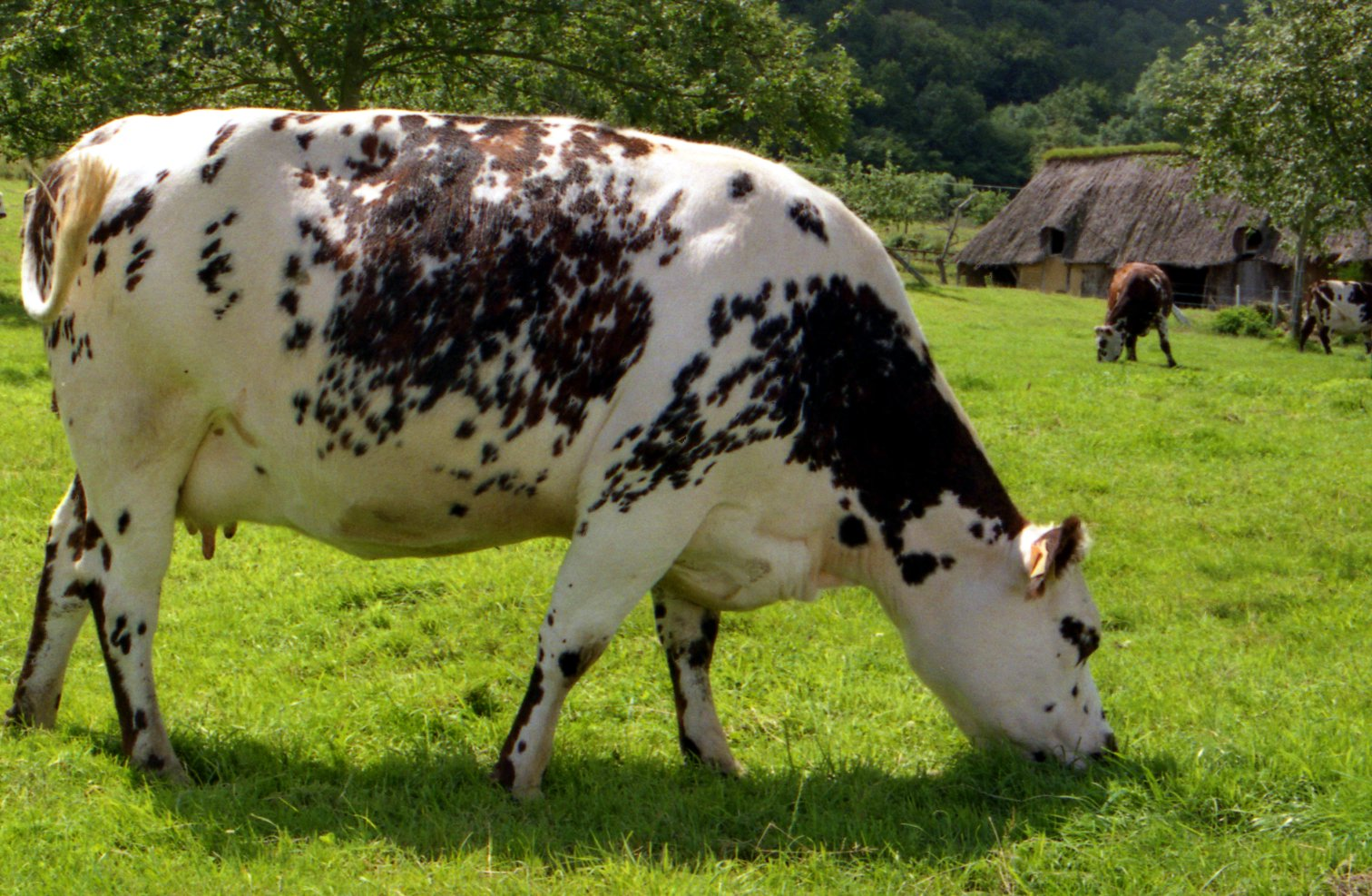
Vache de race normande.

- Ânes normands, cochons de Bayeux, roussins de la Hague, moutons avranchins, moutons du Cotentin
- Vaches normandes

### Forêts du bocage normand
- Forêt d'Andaine
- Forêt de Cerisy
- Forêt de Saint-Sever
- Forêt de la Lande Pourrie
- Forêt de Valcongrain